# Landolphia eminiana
Landolphia eminiana är en oleanderväxtart som beskrevs av Karl Moritz Schumann och Hallier f.. Landolphia eminiana ingår i släktet Landolphia och familjen oleanderväxter. Inga underarter finns listade i Catalogue of Life.